# Arak (Ungarn)
Arak ist ein Ortsteil der ungarischen Gemeinde Halászi, die im Komitat Győr-Moson-Sopron liegt. Arak befindet sich ungefähr vier Kilometer südöstlich von Halászi. Im Jahr 2011 gab es in Arak 86 Häuser und 160 Einwohner. Nachbargemeinden sind Püski, Darnózseli, Kimle und Máriakálnok.

## Geschichte
Im Jahr 1913 gab es in der damals eigenständigen Kleingemeinde 37 Häuser und 250 Einwohner auf einer Fläche von 968 Katastraljochen. Sie gehörte zu dieser Zeit zum Bezirk Magyaróvár im Komitat Moson. 1934 wurde Arak der Gemeinde Halászi angegliedert, zwischen 1950 und 1976 gehörte Arak zu Máriakálnok und seitdem wieder zu Halászi.

## Söhne und Töchter der Gemeinde
- Valéria Botka (1928–2013), Chorleiterin

## Sehenswürdigkeiten
- Römisch-katholische Kirche Lisieuxi Szent Teréz

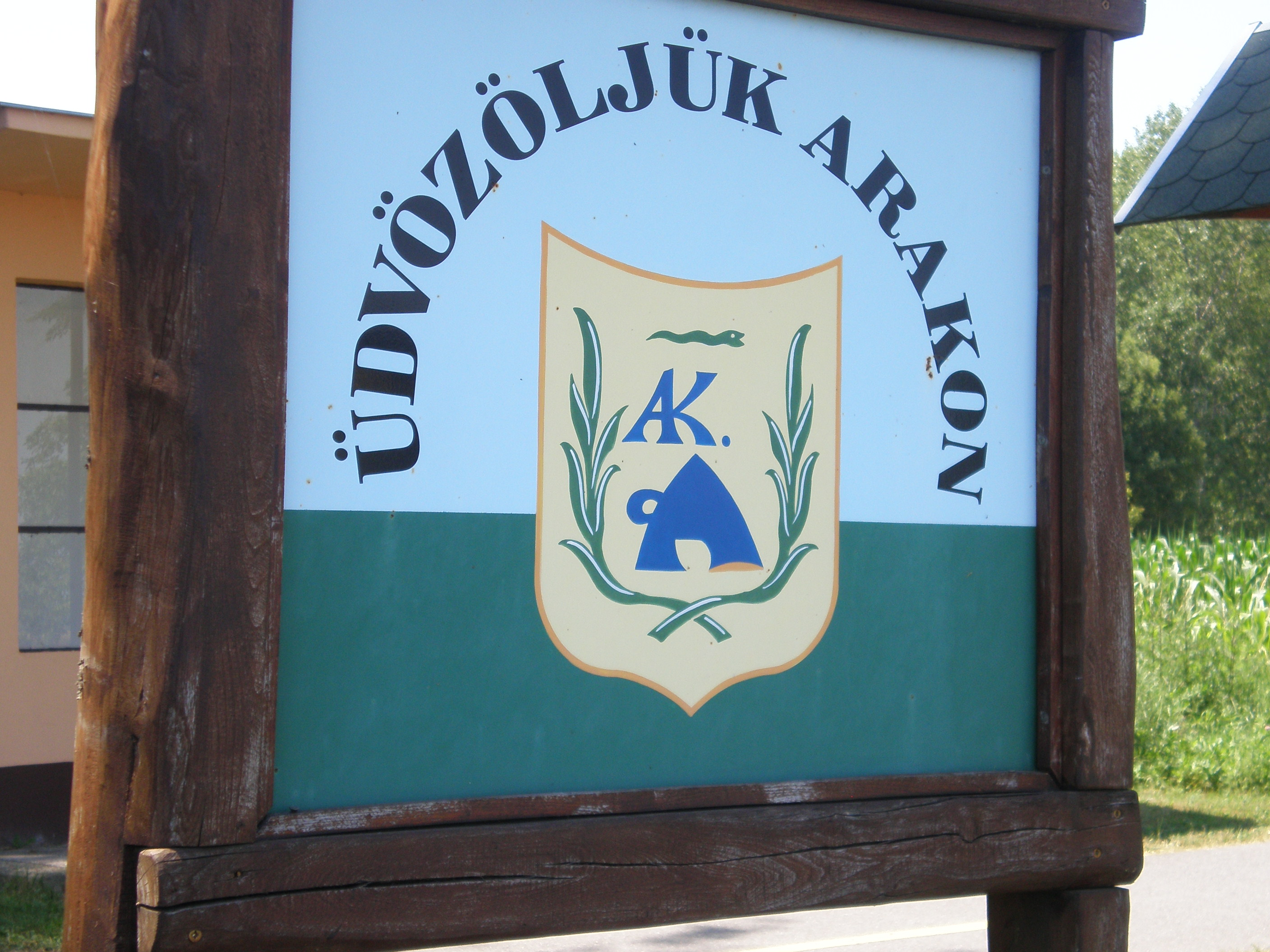
Tafel mit dem Wappen des Ortes
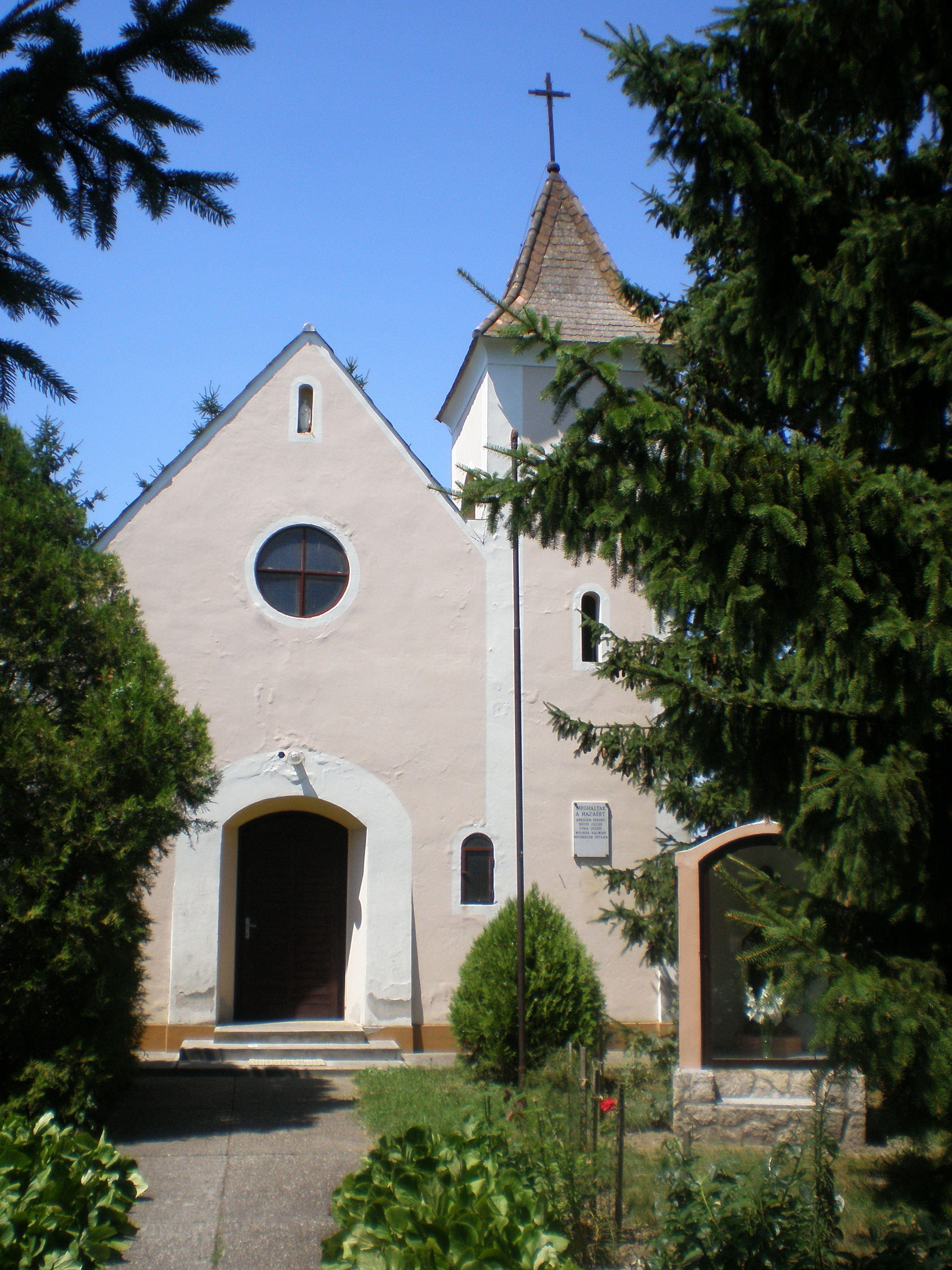
Römisch-katholische Kirche Lisieuxi Szent Teréz

## Verkehr
Durch Arak verläuft die Nebenstraße Nr. 14106, nördlich des Ortes die Landstraße Nr. 1401. Es bestehen Busverbindungen von Arak nach Mosonmagyaróvár und Győr. Der nächstgelegene Bahnhof befindet sich in Mosonmagyaróvár.